# 饮马湖
饮马湖是一个位于中国青海省治多县的湖泊。